# Pacific Coastal Airlines
Pacific Coastal Airlines — канадская авиакомпания местного значения со штаб-квартирой в городе Ричмонд (Британская Колумбия), выполняющая регулярные пассажирские, чартерные и грузовые воздушные перевозки по населённым пунктам провинции.
Главными транзитными узлами (хабами) авиакомпании являются Международный аэропорт Ванкувер и Аэропорт Порт-Харди.

## История
Авиакомпания была образована в 1979 году в результате слияния двух независимых перевозчиков — авиакомпании Powell Air и подразделения Air BC, работавшего в городе Порт-Харди.
1 апреля 1998 года Pacific Coastal Airlines приобрела активы другого местного авиаперевозчика Wilderness Airlines.
По состоянию на март 2007 года в штате Pacific Coastal Airlines работало 300 сотрудников.

## Пункты назначения
В январе 2010 года маршрутная сеть регулярных пассажирских рейсов авиакомпании Pacific Coastal Airlines включала в себя следующие населённые пункты Британской Колумбии:
- Анахим-Лейк
- Белла-Белла
- Белла-Коола
- Кэмпбелл-Ривер
- Комокс
- Кранбрук
- Клемту
- Массет
- Порт-Харди
- Пауэлл-Ривер
- Трейл
- Виктория
- Ванкувер
- Уильямс-Лейк

## Флот
По состоянию на декабрь 2008 года воздушный флот авиакомпании Pacific Coastal Airlines составляли следующие самолёты:
На 23 ноября 2009 года пять самолётов Saab 340A были выставлены на реализацию.

## Авиапроисшествия и несчастные случаи
- 28 ноября 2007 года. Экипаж самолёта Short 360, вылетевшего из Международного аэропорта Виктория, сообщил о проблемах с индикацией выпуска шасси. Лайнер выполнил разворот и благополучно произвёл посадку в аэропорту вылета[5].
- 3 августа 2008 года. Самолёт Grumman Goose с семью пассажирами и членами экипажа разбился во время полёта из аэропорта Порт-Харди в Чамис-Бэй через 10 минут после взлёта. Лайнер был полностью разрушен возникшим пожаром, двоим людям удалось выжить[6].
- 16 ноября 2008 года. Самолёт Grumman Goose с восемью пассажирами и членами экипажа при выполнении чартерного рейса из Международного аэропорта Ванкувер на площадку строительной фирмы Plutonic Power Corp (район Тоба-Инлет) столкнулся с холмами острова Саут-Торманби и сгорел в результате возникшего пожара. Одному человеку удалось выжить[7][8][9][10].